# Kondràkovo
Kondràkovo (en rus: Кондраково) és un poble (un possiólok) de l'óblast de Vladímir, a Rússia, segons el cens del 2010 tenia 373 habitants. Pertany al districte municipal de Múrom.